# Ville-sur-Tourbe
Ville-sur-Tourbe is een gemeente in het Franse departement Marne (regio Grand Est) en telt 187 inwoners (1999). De plaats maakt deel uit van het arrondissement Châlons-en-Champagne.

## Geografie
De oppervlakte van Ville-sur-Tourbe bedraagt 11,2 km², de bevolkingsdichtheid is 16,7 inwoners per km².
De onderstaande kaart toont de ligging van Ville-sur-Tourbe met de belangrijkste infrastructuur en aangrenzende gemeenten.

## Demografie
Onderstaande figuur toont het verloop van het inwonertal (bron: INSEE-tellingen).